# 六ツ星きらり
『六ツ星きらり』（むつぼしきらり）は、千世が2004年にWindows向けに開発、発売したアダルトゲームである。PlayStation 2向けには、本作の非アダルト版『六ツ星きらり 〜ほしふるみやこ〜』が発売されている。本項では、オープニングタイトル曲『☆☆☆☆☆☆』についても説明する。

## 概要
本作は天文部を舞台としたラブコメディとなっており、部活動の演出として、天文シミュレーションソフトを用いて作成された星空を眺めながら登場キャラクターによる説明が入る「天体観測モード」が用意されている点が特徴的である。また、複数のキャラクターが登場するシーンでは、どのキャラクターに向かって話しかけるかを決定することができる「サイティングモード」と呼ばれるシステムも設けられている。このシステムは後の作品にも設けられており、同ブランドの定番システムとなっている。
ゲームの冒頭で幼馴染のすばると両思いになることから判るように、すばる以外のキャラクターと親密な関係になる場合は必然3者間で険悪なムードが発生するという、修羅場系のゲーム内容となっている。
同ブランド作品には「漢字（数字入り）」＋「ひらがな3文字」という関連作品（『十六夜れんか』『七彩かなた』）があり、本作のタイトル命名の際に前作の命名を踏襲しようとしたことがきっかけとなっている。なお、2009年5月には左記を含む3作品がセットとなった『七星れんか』が発売されており、これも同ルールに基づいた命名となっている。
本作DVDPG版は、美少女ゲームアワードにおいて2007年に新設されたDVDPG賞の、第1回受賞作品となっている。
本作のオープニングタイトル曲『☆☆☆☆☆☆』は萌え電波ソングとして知られている。また、美少女ゲームテーマソングコンピレーションアルバム「GWAVE」シリーズの一つである「GWAVE2004 2nd Groove」にも収録されている。なお、この曲には正式な読みは設けられていない（スタッフの間でも「むつぼしきらり」「主題歌」「六ツ星の歌」などと呼ばれている）。

## ストーリー
主人公の東雲智樹と幼馴染の星見すばるは、先日お互いの気持ちを確かめあった仲。主人公たちの通う私立銀星学園は、何らかの部活動に入らなければいけないという校則があり、主人公とすばるは好奇心から天文部に入部することに。文化系の部活動と甘く見ていたところが、部員や関係者はちょっと変わった人ばかりで、平穏とは全く正反対の日常生活を送ることとなる。そして、訪れる週末ミニ合宿でストーリーは大きく進んでいく。

## 舞台
架空の現代日本、その古都、「星降る都」とも呼ばれる「星城京」が舞台となっている。現代日本でいうところの京都府の地方都市で、京都市から電車で1時間程度に位置するとされている。
主人公たちが通うのは、私立銀星学園。生徒は必ず何らかの部活動に参加しなければいけないため、自然と部活動が盛んなものとなっている。
また、主人公の故郷は前作『十六夜れんか』の舞台となった「御恵名」であり、シナリオの展開によっては再訪する機会もある。

## 登場キャラクター
ストーリー節に記されているように、ちょっと変わった人が多く、その実は普通の人間ではない者も含まれている。

### メインキャラクター
東雲 智樹（しののめ ともき）
主人公。見た目は好青年だが、中身は能天気なお調子者。
誕生日：12月16日。身長170cm。
星見 すばる（ほしみ すばる）
声 : 倉沢はるか
主人公の幼馴染、そして（ゲーム開始時に）恋を確かめあった仲。考えるよりも先に行動するタイプ。
誕生日：12月17日。血液型：B型。身長157cm。体重43kg。スリーサイズ：79(B)/56/83。
天河 輝夜（てんかわ かぐや）
声 : 春日りか
銀星学園3年A組。天文部の部長。いわゆる傍若無人で、正部員数2名（主人公たちの入部前）の天文部が年間予算と影響力が学園一と言われるのは、彼女の存在によるものである。
誕生日：7月7日。血液型：B型。身長163cm。体重48kg。スリーサイズ：88(D)/58/86。
茜 空（あかね そら）
声 : 茶谷やすら
銀星学園1年E組。天文部の会計係。緋音神社の巫女。幼い頃に両親を失っており、神社を一人で維持しつつ、近くの喫茶店「銀嶺亭」のバイトで生計を立てている。一見するとしっかりしているように見えるが、肝心なところでミスをしてしまうドジっ娘。経済的な理由から制服も下着も持っておらず、学園でも巫女服で通している。
誕生日：9月20日。血液型：A型。身長149cm。体重40kg。スリーサイズ：93(G)/54/78。
日野 慧（ひの けい）
声 : 榎津まお
銀星学園2年C組。弓道部の副部長。一人称が「ぼく」というボーイッシュな少女で、後輩の女の子から慕われている。
誕生日：9月24日。血液型：O型。身長159cm。体重44kg。スリーサイズ：84(C)/57/84。
ほくと
声 : 榊原ゆい
天文部に拾われた記憶喪失の少女。日がな一日ふにゃふにゃとした態度で、意味不明のことを口走る。
誕生日：12月25日。血液型：AB型。身長147cm。体重42kg。スリーサイズ：70(AA)/55/77。

### サブキャラクター
園城 セリ（えんじょう セリ）
声 : 美咲さぷり
銀星学園2年C組の担任教師。専門教科は物理。天文部の顧問でもある。非常に小柄な体格で、生徒からも慕われている。愛称はりっちゃん。実は良太と恋仲である。
身長145cm。体重39kg。スリーサイズ：72(A)/54/76。
早坂 良太（はやさか りょうた）
声 : 御子神みこと
銀星学園2年C組。セリと恋仲である関係から、天文部員ではないが天文部に頻繁に顔を出している。主人公とは気が合う仲。
月形 奈津（つきがた なつ）
声 : 天音朱夏
主人公の母方の叔母。彼女の経営する町家風アパートが、主人公の下宿先である。若くして夫を亡くしている。
身長165cm。体重49kg。スリーサイズ：90(D)/60/89。
相馬 利彦（そうま としひこ）
声 : 津雲亮
空のバイト先である喫茶店「銀嶺亭」のマスター。かつては世界をまたにかけた写真家だった。
乾 つぐみ（いぬい つぐみ）
声 : 天音朱夏
購買部に勤める学校職員。銀星学園のOGでもある。かわいいもの好きで、ほくとの身柄を引き取る。
身長160cm。体重40kg。スリーサイズ：91(E)/58/85
荒木 剣司（あらき けんじ）
声 : 津雲亮
銀星学園2年C組。剣道部の部長。慧や良太の幼馴染である。輝夜に好意を抱いているが、まったく報われない。
誕生日：5月5日。血液型：A型。
荒木 都子（あらき みやこ）
声 : 榊原ゆい
荒木剣司の妹。兄とは代わって、何かと吐血してしまうような病弱な体質。そして、病弱であることを盾に脅すといったような性格の持ち主。
身長172cm。
但馬（たじま）先生
声 : 田中天
銀星学園きっての奇人教師。担当教科は世界史だが、「すべての教科をマスターしている」と豪語して生物の授業にも顔を出す。

## システム
大まかなストーリーラインは、MAPを用いた行動選択と、選択肢ベースの行動選択によって決定される。さらに「サイティングモード」による行動選択が加わる仕組みとなっている。
ストーリーライン選択以外での特徴としては、「天体観測モード」が挙げられる。

### サイティングモード
本作のストーリーラインを選択する方法には、アドベンチャーゲームで一般的な「選択肢による行動選択」以外に、「サイティングモード」という仕組みが設けられている。
複数のキャラクターが登場するシーンでは、予告表示の後、サイティングモードに移行する。このモードでは、会話の際に向き合いたいキャラクターを選択することができ、向き合っているキャラクターの好感度を上昇させることができる。この際、向き合っているキャラクターが画面中央に表示され、選択されなかったキャラクターは画面の左右に追いやられる仕組みとなっている。

### 天体観測モード
天文部における重要な活動の一つが「天体観測」である。本作は「天体観測」の要素に力を入れており、天文シミュレーションソフトを用いて作成された星空を表示し、星や星座を眺めながら登場キャラクターによる説明が入るという演出を用いている。また、星空を単に物語の1パートとして見せるだけでなく、プレイヤーは星空のどの部分を見るかを選択できるようになっており、まさしく「星空を能動的に観賞する」という演出となっている。

## 関連作品
本作は、パッチ適用により、誤字や不具合修正と共に、外伝シナリオ（登場キャラクターを主人公とする短編ノベル）が追加されるようになっている。
外伝はPS2版にも収録されており、本編のクリア後に選択できるようになっている。

## スタッフ
- 原画：田口まこと
- シナリオ：田中天、三国亮、采、HARE、丹藤武敏
- システム開発：こたろう
- プロデューサー：ちあき
- ディレクター：Yow
- オープニングムービー：Rainbow-Motion-Graphics
- 音楽
  - 主題歌「☆☆☆☆☆☆」
作詞：Minao Ohse、SAYA
作曲：ARI
歌：倉沢はるか、春日りか、茶谷やすら、榎津まお、榊原ゆい
  - 挿入歌「星座の日々」
歌：原田ひとみ
  - エンディングテーマソング「明日の青空」
歌：千葉由美
  - エンディングテーマソング「晴れのち晴れのち晴れ」（PS2版、特定ルート曲）
歌：榊原ゆい